# Luisa Pugnali
Luisa Pugnali (Assisi, 20 marzo 1994) è un'ex calciatrice italiana, di ruolo attaccante.

## Carriera

### Club
Dopo aver iniziato in squadre miste, a 14 anni passa nel settore giovanili della Grifo Perugia. Con le perugine rimane sei stagioni, contribuendo alla promozione in Serie A conquistata al termine del campionato 2011-2012, e che manterrà fino alla retrocessione del difficile campionato 2013-2014, che vede la squadra chiudere 15ª al termine della stagione.
Nell'estate 2014 passa in prestito al Riviera di Romagna, restando così in Serie A anche per la stagione successiva. Con la Riviera di Romagna colleziona 13 reti in 25 incontri, ma non riesce ad evitare la retrocessione della squadra.
Durante il calciomercato estivo 2015, il Grifo Perugia la gira in prestito nuovamente, ma stavolta al San Zaccaria, società di Ravenna.
Nell'estate 2019 si trasferisce al Sassuolo, rimanendo in Serie A.
A luglio 2020 cambia di nuovo squadre, passando alla Florentia S.G.. Al termine della stagione, in concomitanza con la cessione del titolo sportivo da parte della Florentia San Gimignano, Pugnali si è ritirata dal calcio giocato.

### Nazionale
Dal 2008 viene convocata alle selezioni per le giovanili della nazionale di calcio femminile italiana seguendo la trafila delle varie selezioni per età passando dalla Under-17 alla Under-19 ed infine alla Under-20.
Enrico Sbardella la convoca nella squadra che giocherà nella prima fase di qualificazione al Campionato europeo femminile Under 17 di calcio 2010. Il debutto avviene il 16 ottobre 2009 a Pratteln, nella partita contro le faroesi, incontro che terminerà con la vittoria delle Azzurrine per un netto 7 a 0.
Nel giugno 2012, Corrado Corradini la convoca nella Nazionale Under-20 che si avvia a giocare nella fase a gironi del Mondiale del Giappone Pugnali scende in campo da titolare il 22 agosto a Saitama, nel match perso dalle Azzurrine per 2 a 0 con le pari età della Corea del Sud. Al termine delle fasi eliminatorie l'Italia conquista un solo punto, concludendo subito l'avventura con l'eliminazione dal torneo.
Sempre nel 2012 viene convocata nella Nazionale Under-19, per la prima fase di qualificazione al campionato europeo 2013 di categoria Superato il primo turno al primo posto, nel secondo le Azzurrine vengono eliminate collezionando un solo punto in tre gare.
Nel novembre 2015 è nella lista delle 22 atlete convocate dal ct Antonio Cabrini per la doppia amichevole che la Nazionale maggiore ha disputato il 3 dicembre a Guiyang e il 6 dicembre a Qujing con la Nazionale cinese. In quell'occasione scende in campo da titolare nella seconda partita vinta dalla Cina per 2-0, rilevata all'85' da Valentina Giacinti.

## Statistiche

### Cronologia presenze e reti in nazionale
| Cronologia completa delle presenze e delle reti in nazionale ― Italia | Cronologia completa delle presenze e delle reti in nazionale ― Italia | Cronologia completa delle presenze e delle reti in nazionale ― Italia | Cronologia completa delle presenze e delle reti in nazionale ― Italia | Cronologia completa delle presenze e delle reti in nazionale ― Italia | Cronologia completa delle presenze e delle reti in nazionale ― Italia | Cronologia completa delle presenze e delle reti in nazionale ― Italia | Cronologia completa delle presenze e delle reti in nazionale ― Italia |
| Data                                                                  | Città                                                                 | In casa                                                               | Risultato                                                             | Ospiti                                                                | Competizione                                                          | Reti                                                                  | Note                                                                  |
| --------------------------------------------------------------------- | --------------------------------------------------------------------- | --------------------------------------------------------------------- | --------------------------------------------------------------------- | --------------------------------------------------------------------- | --------------------------------------------------------------------- | --------------------------------------------------------------------- | --------------------------------------------------------------------- |
| 6-12-2015                                                             | Qujing                                                                | Cina                                                                  | 2 – 0                                                                 | Italia                                                                | Amichevole                                                            | -                                                                     | 85’                                                                   |
| 2-3-2016                                                              | Dherynia                                                              | Italia                                                                | 2 – 0                                                                 | Ungheria                                                              | Cyprus Cup 2016                                                       | -                                                                     | 83’                                                                   |
| 4-3-2016                                                              | Larnaca                                                               | Italia                                                                | 1 – 1                                                                 | Irlanda                                                               | Cyprus Cup 2016                                                       | -                                                                     | 46’ 89’                                                               |
| Totale                                                                |                                                                       | Presenze                                                              | 3                                                                     |                                                                       | Reti                                                                  | 0                                                                     |                                                                       |

## Palmarès

### Club
- Campionato di Serie A2: 1

Grifo Perugia: 2011-2012 Girone C